# Gogo (Côte d'Ivoire)
Pour les articles homonymes, voir Gogo.
Gogo  est une localité de la ville de Bouna, située dans la région de Bounkani et le district du Zanzan, au nord-est de la Côte d'Ivoire.
La localité de Gogo était un chef-lieu de commune depuis 2005, jusqu'en 2012 lorsque la commune de Bouna et les régions ont été abolies. Elle est depuis une sous-préfecture du nouveau département de Téhini, dans le district de Zanzan.